# Kim Jo-sun
Kim Jo-sun (kor. 김조순; * 13. Juni 1975) ist eine ehemalige südkoreanische Bogenschützin und Olympiasiegerin.

## Karriere
Kim gewann ihren ersten großen Titel 1995 bei den Weltmeisterschaften in Jakarta, als sie mit der Mannschaft Weltmeisterin wurde. 1997 folgte ein weiterer Titelgewinn mit der Mannschaft in Victoria, wo sich Kim im Einzel außerdem Bronze sicherte. 1999 errang sie in Riom im Einzel abermals Bronze.
Bei den Olympischen Sommerspielen 1996 in Atlanta wurde sie gemeinsam mit Kim Kyung-wook und Yoon Hye-young Olympiasiegerin im Mannschaftswettbewerb. Im Einzel belegte sie den sechsten Platz, nachdem sie im Viertelfinale der späteren Bronzemedaillengewinnerin Olena Sadownytscha unterlag.
Zwei Jahre darauf gewann Kim bei den Asienspielen 1998 in Bangkok die Goldmedaillen im Einzel- und im Mannschaftswettbewerb.